# Siegfried Wilhelm Dehn

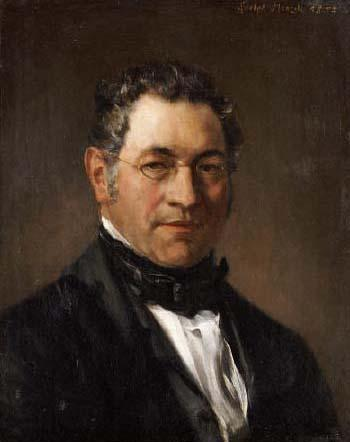
Siegfried Dehn von Adolph Menzel

Siegfried Wilhelm (von) Dehn, eigentl. Samuel Dehn, (* 24. Februar 1799 in Altona; † 12. April 1858 in Berlin) war ein deutscher Musiktheoretiker und Kontrapunktlehrer.

## Leben
Seine erste musikalische Ausbildung verdankt Dehn dem Hamburger Komponisten Paul Wineberger. 1819 bis 1823 studierte er Jura in Leipzig und wurde dort 1820 Mitglied des Corps Saxonia Leipzig. Daneben betätigte er sich als Musikkritiker der Leipziger Zeitung und erhielt weiteren Musikunterricht beim Organisten Johann Andreas Dröbs. 1823 übersiedelte er nach Berlin, arbeitete aber bis zu dessen Konkurs im Jahr 1830 auch im Bankhaus seines Vaters. Danach vervollständigte er seine musikalische Ausbildung bei Bernhard Klein und machte die Musik zu seinem Beruf. Er wurde bald ein gefragter Kontrapunkt- und Kompositionslehrer.
Sein musiktheoretischer Ansatz beruhte auf der engen Verbindung von Harmonie- und Generalbasslehre. Michail Glinka schildert seinen Unterrichtsstil so: „Dehn, der mit scharfem Blick die Anlagen seines Schülers erkannte, verzichtete in seinem Unterricht auf jegliche Pedanterie und übertrieben trockene Belehrung und ließ ihn als Übung drei- und vierstimmige Fugen schreiben, wobei er seinen Geschmack entwickelte und seine musiktheoretischen Kenntnisse ordnete.“ 1837 bis 1839 unterrichtete er auch Clara Wieck, wenn diese sich in Berlin aufhielt.
Dehn sammelte privat Musikhandschriften, die er auf ausgedehnten Reisen erwarb. Auf Empfehlung von Alexander von Humboldt und Giacomo Meyerbeer wurde er 1842 Kustos der Musikalien der Königlichen Bibliothek, zu deren Aufbau und Erweiterung er maßgeblich beitrug. Er veranlasste die Ordnung und Katalogisierung der Bestände, die Anfertigung von Abschriften von musikalischen Werken aus anderen Bibliotheken in Preußen und die Aufnahme von wertvollen Sammlungen und Nachlässen in die Bestände der Bibliothek. So erwarb er 1846 die Beethoven-Sammlung Anton Schindlers. Das Amt übte er bis zu seinem Tod aus. Sein Nachfolger wurde Franz Espagne.
Er trat als Autor musiktheoretischer Werke hervor, z. B. veröffentlichte er 1840 die Theoretisch-praktische Harmonielehre, die aber gleichzeitig auch als Abriss der Musikgeschichte seit der Entstehungszeit des Gregorianischen Gesangs und der Mensuralnotation anzusehen ist. Er war damit einer der Ersten, die sich mit der Übertragung von Neumen in die moderne Notenschrift befasste. 1842 bis 1848 fungierte er als Redakteur der Zeitschrift Cäcilia.
Als Herausgeber konzentrierte er sich auf Werke Orlando di Lassos und Johann Sebastian Bachs, die er auf der Grundlage der Quellen edierte. Er ging damit über die bisherige Praxis hinaus, wie sie etwa Friedrich Konrad Griepenkerl anwandte. Zusammen mit Ignaz Moscheles, Louis Spohr u. a. war Dehn 1850 maßgeblich an der Gründung der Bach-Gesellschaft beteiligt. Außerdem wirkte er von 1845 bis 1847 als Nachfolger Eduard Grells als Gesanglehrer beim Königlichen Domchor Berlin. Zum Professor wurde er 1849 ernannt, 1850 erfolgte die Ernennung zum Mitglied der Akademie der Künste (Berlin). Seit 1855 lehrte er an der Neuen Akademie der Tonkunst, die von Theodor Kullak gegründet worden war.
Siegfried Wilhelm Dehn starb 1858 im Alter von 59 Jahren an einem Schlaganfall und wurde auf dem Berliner Sophienfriedhof II beigesetzt. Das Grab ist nicht erhalten geblieben.

## Bedeutende Schüler

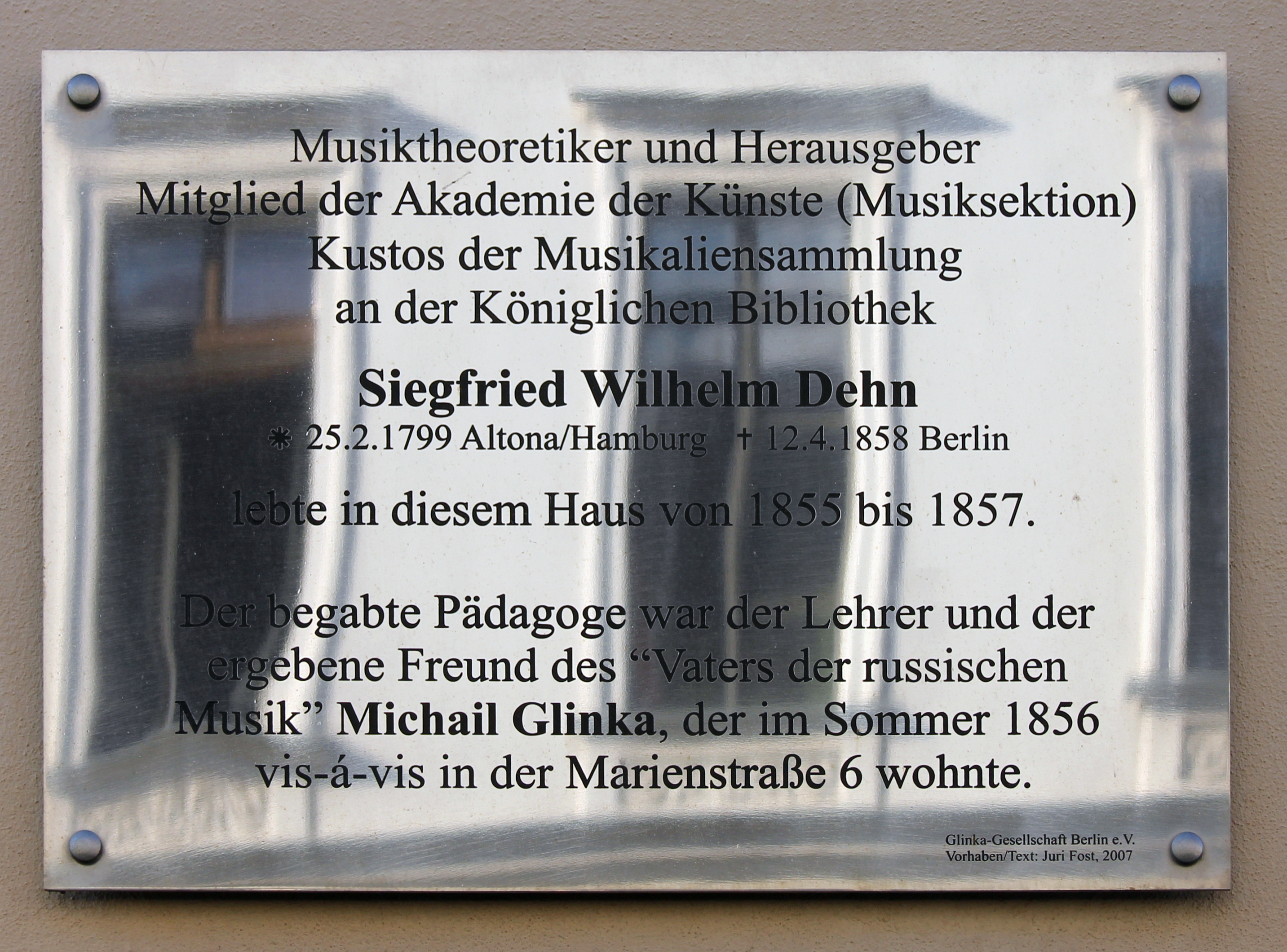
Gedenktafel (Marienstraße 28, Berlin-Mitte)

- Albert Becker (1834–1899), Komponist
- Martin Blumner (1827–1901), Komponist
- Hans Bronsart von Schellendorf (1830–1913), Komponist und Pianist
- Peter Cornelius (1824–1874), Dichter und Komponist
- Immanuel Faißt (1823–1894), Komponist, Chordirigent und Hochschullehrer
- Michail Iwanowitsch Glinka (1804–1857), Komponist
- Carl August Haupt (1810–1891), Komponist
- Friedrich Kiel (1821–1885), Komponist
- Theodor Kullak (1818–1882), Pianist und Komponist
- Karl Adolf Lorenz (1837–1923), Dirigent und Komponist
- Adolf Reichel (1816–1896), Komponist und Dirigent
- Anton Grigorjewitsch Rubinstein (1829–1894), Pianist und Komponist
- Nikolai Grigorjewitsch Rubinstein (1835–1881), Pianist und Komponist
- Louis Schlottmann (1826–1905), Musiker und Komponist
- Hugo Ulrich (1827–1872), Pianist und Komponist

## Werke
- Theoretisch-praktische Harmonielehre mit angefügten Generalbaßbeispielen, Berlin, 1840
- Analyse dreier Fugen von S. Bach und einer Vocalfuge von A. M. Bononcini’s, 1858
- Lehre vom Contrapunkt, Canon und Fuge, 1859
- Orlandus Lassus Psalmi VII poenitentiales o. J. (Hrsg.)
- 12 Hefte mehrstimmiger Gesänge des 16. und 17. Jahrhunderts, o. J. (Hrsg.)

## Bearbeitungen
- Johann Sebastian Bach, [BWV 211] Komische Cantaten. No. I. Schlendrian mit seiner Tochter Liefsgen (Coffee-Cantate:). Herausgegeben von S. W. Dehn. Interdum et Socrates equitabat arundine longa, [ca. 1830], 31 S. (Partitur)
- Johann Sebastian Bach, [BWV 1042] Deuxieme Concerto en Mi majeur pour le Violon avec Accompagnament de deux Violons, Viola et Basse…, publie pour la premiere fois par S. W. Dehn [Partitur]. Leipzig, Peters (V. Nr. 3888) [ca. 1875]. 20 lithogr. S.